# Diospyros xishuangbannaensis
Diospyros xishuangbannaensis är en tvåhjärtbladig växtart som beskrevs av Cheng Yih Wu och H. Chu. Diospyros xishuangbannaensis ingår i släktet Diospyros och familjen Ebenaceae. Inga underarter finns listade i Catalogue of Life.